# Victor Musgrave
Victor Musgrave (1919–1984) was een Brits dichter, kunsthandelaar en curator. Musgrave was de eerste galeriehouder die Bridget Riley liet exposeren.
Samen met Monika Kinley verzamelde hij art brut, wat resulteerde in de Musgrave Kinley Outsider Art Collection. Deze verzameling van ongeveer 800 werken werden aan de Whitworth Art Gallery van de University of Manchester gedoneerd.
- Bibliothèque nationale de France: cb13536343m (data)
- Gemeinsame Normdatei: 1057503967
- International Standard Name Identifier: 0000 0000 5307 1620
- Library of Congress Control Number: nr99011680
- Système universitaire de documentation: 056985932
- Virtual International Authority File: 39296368
- WorldCat: E39PBJf8tkPTdWGfHYmw9746rq